# Pterostylis aquilonia
Pterostylis aquilonia là một loài thực vật có hoa trong họ Lan. Loài này được D.L.Jones & B.Gray miêu tả khoa học đầu tiên năm 1997.